# Beuthen (V-1514)
V–1514 Beuthen (z niem. Bytom) – niemiecki kuter patrolowy z okresu II wojny światowej.

## Służba
Okręt zwodowano w 1921 jako kuter rybacki pod nazwą "Beuthen", ale dość szybko zmieniono nazwę na "Ochsenwärder" (ob. część Hamburga). Jako jednostka cywilna statek służył do 1941, kiedy to w ramach przygotowań do operacji Lew Morski jednostkę wcielono do Kriegsmarine. Po przystosowaniu do działań zbrojnych (m.in. dodano działa 2 cm Flakvierling 38) jednostka otrzymała nr V–1514 i przywrócono jej pierwotną nazwę, "Beuthen". Jednocześnie kuter wcielono do 15. Flotylli Pomocniczej w Hawrze na północnym wybrzeżu Francji.
"Beuthen", którego dowódcą został ppor. mar. Heidelmann, przeszedł chrzest bojowy w październiku 1942, osłaniając przed brytyjskim pościgiem kuter rybacki ''Eglantine''. Jako jednostka osłonowa płynął też w przynajmniej jednym konwoju, jednak z uwagi na bardzo małą prędkość stanowił zbytnie obciążenie dla innych jednostek.

## Zatonięcie
25 listopada 1942 roku okręt operował w zachodniej części kanału La Manche, na południe od Cieśniny Kaletańskiej. O 21:45 z pokładu "Beuthena" dostrzeżono niezidentyfikowany obiekt w pobliżu sterburty, którym najpewniej była mina morska. Pomimo dwóch prób zwrotu przez prawą burtę, jednostce nie udało się uniknąć kolizji. O 21:52 doszło do eksplozji przy sterburcie, a następnie do wybuchu pyłu węglowego w maszynowni. Uszkodzenia były tak silne, że "Beuthen" przechylił się i zatonął. W wyniku katastrofy zginęło trzech marynarzy oraz dowódca.
Wrak jednostki spoczął  na dnie kilkanaście mil morskich na północny zachód od Cayeux-sur-Mer, a 17 mil na północny wschód od Le Tréport, w pobliżu Dieppe (50°13'6" N, 01°19'1" E,).